# Pendro
Pendro (kurdiska Pêndro , پێندرۆ) är en kurdisk by i Irakiska Kurdistan, belägen i provinsen Erbil, nära gränsen till Turkiet. Den ligger cirka 15-18 km norr om Barzan och har en befolkning på över 2540 personer.